# Nemoria puntillada
Nemoria puntillada là một loài bướm đêm trong họ Geometridae.